# سنونو الضفاف
سنونو الضِفاف (الاسم العلمي: Riparia)، جنس طيور من الجواثم وفصيلة السنونو.
متوسط القد، يترواح طولها من 11 إلى 17 سم. هي طيور مهاجرة عالمية التوزيع.